# عاصبة الطوارئ
عاصبة الطوارئ هي أجهزة تشبه الكفة مصممة لوقف النزيف الحاد قبل أو أثناء النقل إلى مرفق الرعاية. يتم لفها حول الطرف، بالقرب من موقع الصدمة ، وتشديدها حتى يتم سد جميع الأوعية الدموية تحتها. يسمح تصميم وبناء عاصبة الطوارئ بتطبيق سريع من قبل المستجيبين للإسعافات الأولية أو المصابين أنفسهم. وقد ثبت أن الاستخدام الصحيح لأجهزة العاصفة ينقذ الأرواح في ظل ظروف قاسية مع انخفاض خطر الإصابة نسبيًا. في التجارب الميدانية، يرتبط التطبيق السريع لبطاريات الطوارئ قبل أن يصاب المريض بالصدمة مع معدلات البقاء على قيد الحياة أعلى من أي سيناريو آخر حيث تم استخدام البطانيات لاحقًا أو لا على الإطلاق.

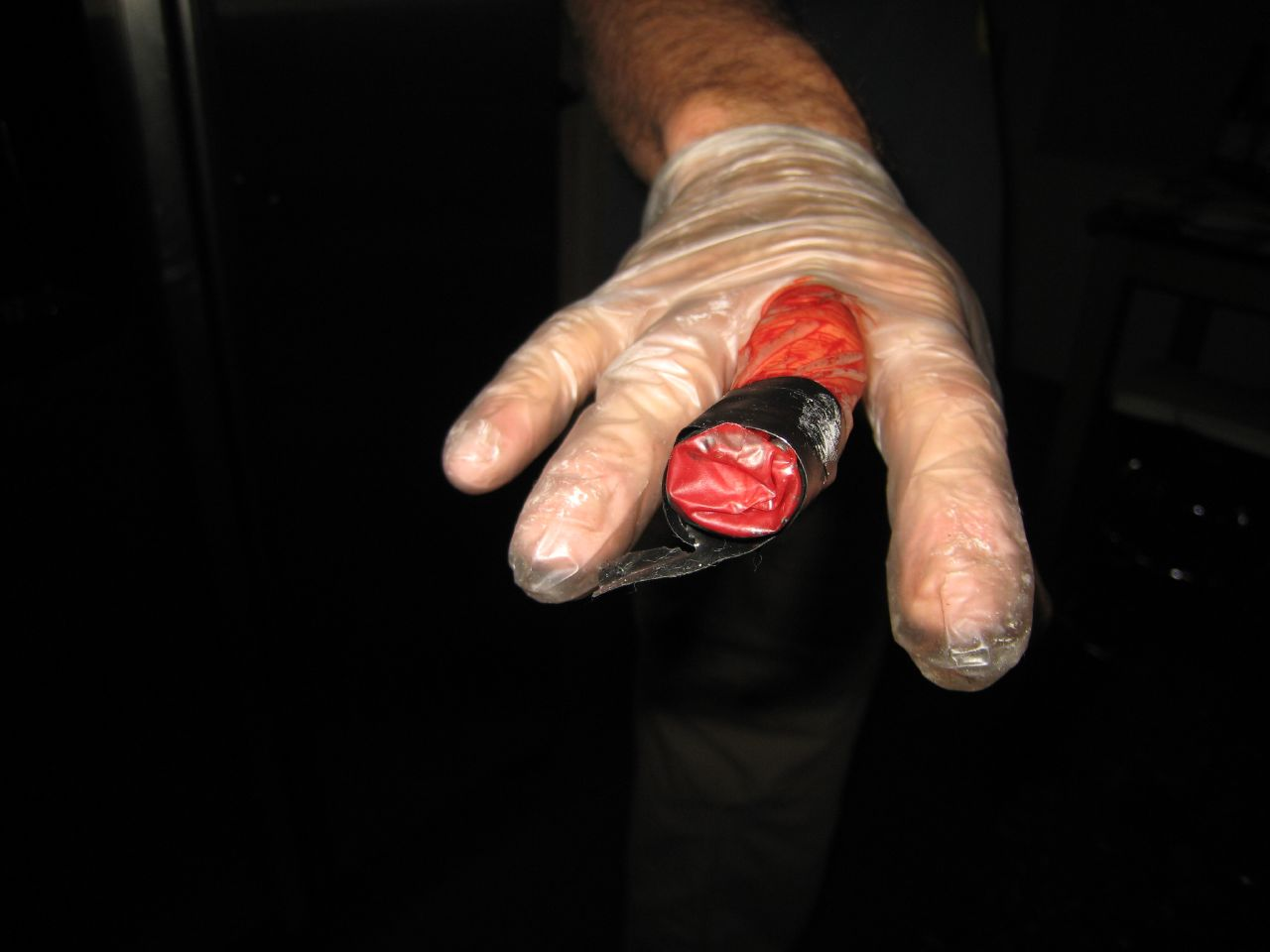
عاصبة مرتجلة على إصبع مقطوع عن طريق الخطأ

## تصميم عاصبة (ضمادة /رابطة)
تدعو الدلائل الإرشادية الحالية إلى استخدام عوارض «حبل وعصا» مرتجلة كحل أخير لوقف النزيف الحاد. ومع ذلك، يمكن لأجهزة العاصفة المعدة خصيصًا والمصممة جيدًا أن توفر أمانًا وفعالية أكبر بكثير.وقد ثبت وجود تقلب في الأداء بين التصميمات المختلفة وطرق التطبيق..
ميزة ميكانيكيه
تعتبر الآليات التي تمنح ميزة ميكانيكية كافية ضرورية للضغط الكافي لوقف النزيف، خاصة في الأطراف السفلية. يمكن للضغوط التي تسد تدفق الدم الوريدي ولكن ليس الشرياني أن تؤدي إلى تفاقم النزف وتتسبب في تلف الأنسجة السليمة.

### إنحدار الضغط
لا يتم توزيع الضغط تحت أسفل الكفة بشكل متساوٍ، مع وجود ضغط مرتفع يتمركز حول خط الكفة ويتناقص بالقرب من حافة الكفة ليصل إلى الصفر ،يعد معدل تغيير إرتفاع الضغط عبر عرض الكفة أو تدرجه من أحد الأسباب الرئيسية لإصابة الأعصاب والعضلات من استخدام العاصبة (الضمادة /الرابطة).
تعمل العاصبة /الرابطة ذات الضمادة أو الأربطة العريضة بخاصية الضغط الهوائي على عكس القوة الميكانيكية وتوزيع الضغط بشكل متساوي وإنتاج ضغط موزع بالتدريج.ولذلك تعتبر الأفضل بوقف عملية النزيف والأقل إحتمالا في التسبب لإتلاف الأنسجة الداخلية وتعتبر إيظا الأقل ألماً بشكل واضح من الضمادة /الرابطة ذات الرباطات/ الأشرطة الضيقة، وتساعد هذه الخاصية على حماية الأطراف من التلف نتيجة الضغط الزائد.

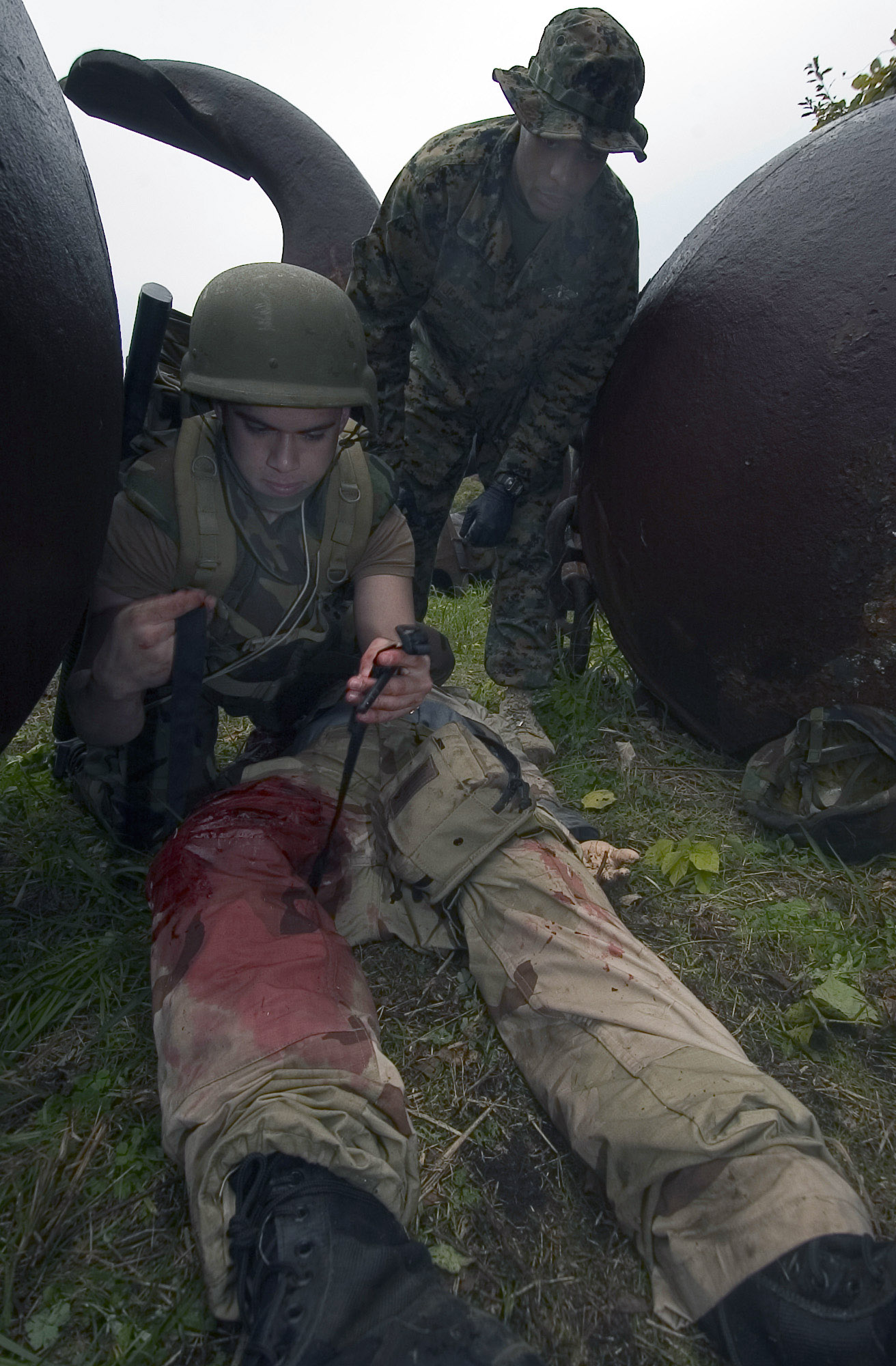
يتم تطبيق عاصبة الطوارئ في قتال محاكاة. تم تصميم الأجهزة العسكرية للبيئات الوعرة.

#### المخاطر
تتضمن استخدام العاصبة بعض الخاطر المحتملة مثل:
1. بتر او قصر  في المنطقة المبتورة
2. شلل جزئي
3. وخزة عضلية
4. تجلطات / تخثر
5. شق اللفافة أو إستئصال اللفافة : هو إجراء جراحي يتم قطع اللفافة لتخفيف التوتر أو الضغط لعلاج فقدان الدم من الأنسجة أو العضلات.
6. فشل كلوي حاد
7. تيبس الأعضاء
8. خراج ودمامل
9. بثور او فقاعات (عامل من عوامل التنفط)
10. كشط بالجلد
11. كدمة
12. رضة[2]